# Квалификације за Светско првенство у фудбалу 1994.
У Квалификацијама за Светско првенство у фудбалу 1994. учествују 147 репрезентације (укључујући САД која се аутоматски квалификовала као домаћин и Немачку која се аутоматски квалификовала као бранилац титуле) од којих ће се 24 квалификовати за завршни турнир који ће се одржати у САД.
Квалификације су у под покровитељством (ФИФА), организоване по континентима (Континенталним фудбалским конфедерацијама). Место у завршној фази зависи од успеха у квалификацијама, а број места зависи од јачине репрезентација тог континента.

## Квалификоване репрезентације
| Репрезентација    | Квалификована као               | Датум квалификације | Преглед учешћа на турнирима1, 2                                                         |
| ----------------- | ------------------------------- | ------------------- | --------------------------------------------------------------------------------------- |
| Сједињене Државе  | Домаћин                         | 4. јул 1988.        | 4 (1930, 1934, 1950, 1990)                                                              |
| Немачка           | Бранилац титуле                 | 8. јул 1990.        | 12 (1934, 1938, 19543, 19583, 19623, 19663, 19703, 19743, 19783, 19823, 19863, 19903)   |
| Мексико           | Победник у КОНКАКАФ групи       | 9. мај 1993.        | 9 (1930, 1950, 1954, 1958, 1962, 1966, 1970, 1978, 1986)                                |
| Грчка             | Победник УЕФА групе 5           | 23. мај 1993.       | 0 (дебитант)                                                                            |
| Русија            | Другопласирани УЕФА групе 5     | 2. јун 1993.        | 7 (19584, 19624, 19664, 19704, 19824, 19864, 19904)                                     |
| Колумбија         | Победник КОНМЕБОЛ групе А       | 5. септембар 1993.  | 2 (1962, 1990)                                                                          |
| Бразил            | Победник КОНМЕБОЛ групе Б       | 19. септембар 1993. | 14 (1930, 1934, 1938, 1950, 1954, 1958, 1962, 1966, 1970, 1974, 1978, 1982, 1986, 1990) |
| Боливија          | Другопласирани КОНМЕБОЛ групе Б | 19. септембар 1993. | 2 (1930, 1950)                                                                          |
| Нигерија          | Победник КАФ друго коло групе А | 8. октобар 1993.    | 0 (дебитант)                                                                            |
| Мароко            | Победник КАФ друго коло групе Б | 10. октобар 1993.   | 2 (1970, 1986)                                                                          |
| Камерун           | Победник КАФ друго коло групе Ц | 10. октобар 1993.   | 2 (1982, 1990)                                                                          |
| Норвешка          | Победник УЕФА групе 2           | 13. октобар 1993.   | 1 (1938)                                                                                |
| Саудијска Арабија | Победник АФК друго коло групе А | 28. октобар 1993.   | 0 (дебитант)                                                                            |
| Јужна Кореја      | Победник АФК друго коло групе Б | 28. октобар 1993.   | 3 (1954, 1986, 1990)                                                                    |
| Шведска           | Победник УЕФА групе 6           | 10. новембар 1993.  | 8 (1934, 1938, 1950, 1958, 1970, 1974, 1978, 1990)                                      |
| Италија           | Победник УЕФА групе 1           | 17. новембар 1993.  | 12 (1934, 1938, 1950, 1954, 1962, 1966, 1970, 1974, 1978, 1982, 1986, 1990)             |
| Швајцарска        | Другопласирани УЕФА групе 1     | 17. новембар 1993.  | 6 (1934, 1938, 1950, 1954, 1962, 1966)                                                  |
| Холандија         | Другопласирани УЕФА групе 2     | 17. новембар 1993.  | 5 (1934, 1938, 1974, 1978, 1990)                                                        |
| Шпанија           | Победник УЕФА групе 3           | 17. новембар 1993.  | 8 (1934, 1950, 1962, 1966, 1978, 1982, 1986, 1990)                                      |
| Ирска             | Другопласирани УЕФА групе 3     | 17. новембар 1993.  | 1 (1990)                                                                                |
| Румунија          | Победник УЕФА групе 4           | 17. новембар 1993.  | 5 (1930, 1934, 1938, 1970, 1990)                                                        |
| Белгија           | Другопласирани УЕФА групе 4     | 17. новембар 1993.  | 8 (1930, 1934, 1938, 1954, 1970, 1982, 1986, 1990)                                      |
| Бугарска          | Другопласирани УЕФА групе 6     | 17. новембар 1993.  | 5 (1962, 1966, 1970, 1974, 1986)                                                        |
| Аргентина         | Победник у баражу ОФК-КОНМЕБОЛ  | 17. новембар 1993.  | 10 (1930, 1934, 1958, 1962, 1966, 1974, 1978, 1982, 1986, 1990)                         |

 Напомене:
1 Подебљана година означава првака у тој години
2 Коса година означава домаћина у тој години
3 као Западна Немачка,
4 као Совјетски Савез.
| Конфедерација | Репрезентација стартовало | Репрезентације које су обезбедиле место | Елиминисане репрезентације | Укупан број места | Почетак квалификација | Крај квалификација |
| ------------- | ------------------------- | --------------------------------------- | -------------------------- | ----------------- | --------------------- | ------------------ |
| АФК           | 29                        | 2                                       | 27                         | 2                 | 8. април 1993.        | 28. октобар 1993.  |
| КАФ           | 40                        | 3                                       | 37                         | 3                 | 9. октобар 1992.      | 10. октобар 1993.  |
| КОНКАКАФ      | 22+1                      | 1+1                                     | 21                         | 1+1               | 21. март 1992.        | 15. август 1993.   |
| КОНМЕБОЛ      | 9                         | 4                                       | 5                          | 4                 | 18. јул 1993.         | 17. новембар 1993. |
| ОФК           | 7                         | 0                                       | 7                          | 0                 | 7. јун 1992.          | 17. новембар 1993. |
| УЕФА          | 38+1                      | 12+1                                    | 26                         | 12+1              | 22. април 1992.       | 17. новембар 1993. |
| Укупно        | 145+2                     | 22+2                                    | 123                        | 22+2              | 21. март 1992.        | 17. новембар 1993. |